# Brezje pri Trebelnem
Brezje pri Trebelnem este o localitate din comuna Mokronog - Trebelno, Slovenia, cu o populație de 32 de locuitori.